# Мультиоператорная группа
Мультиоператорная группа — произвольная алгебра, снабжённая групповой структурой, обобщающая понятия группы, кольца, тела, операторной группы (которая, в свою очередь, обобщает модули над кольцами, в частности, векторные пространства).
Введена в 1956 году английским математиком Филипом Хиггинсом как наиболее универсальная структура, в которой всякая конгруэнция представляется разложением на смежные классы по идеалам, а также для которой может быть определено понятие коммутанта.
Другие примеры мультиоператорых групп — почтикольцо и почтиполе. Также изучены специальные универсальные классы мультиоператорных групп — мультиоператорные кольца и мультиоператорные алгебры.

## Определения
Мультиоператорная группа или {\displaystyle \Sigma }-группа — алгебра {\displaystyle {\mathfrak {G}}=\langle G,+,-,0,\Sigma \rangle }, образующая группу {\displaystyle \langle G,+,-,0\rangle }, притом для всякой {\displaystyle n}-арной операции {\displaystyle \sigma \in \Sigma } выполнено {\displaystyle \sigma (0,\dots ,0)=0}, то есть {\displaystyle \{0\}} образует подсистему в {\displaystyle {\mathfrak {G}}}. Принимается, что часть сигнатуры {\displaystyle \Sigma } не содержит нульарных операций. Иногда мультиоператорная группа называется по своей дополнительной сигнатуре — {\displaystyle \Sigma }-группа.
Нормальная подгруппа {\displaystyle N} группы {\displaystyle \langle G,+,-,0\rangle } называется идеалом мультиоператорной группы {\displaystyle {\mathfrak {G}}=\langle G,+,-,0,\Sigma \rangle }, если для любой {\displaystyle n}-арной операции {\displaystyle \sigma \in \Sigma }, произвольных {\displaystyle g_{i}\in G} ({\displaystyle 1\leqslant i\leqslant n}) и {\displaystyle a\in N} все элементы вида:
{\displaystyle -\sigma (g_{1},\dots ,g_{n})+\sigma (g_{1},\dots ,g_{i-1},a+g_{i},g_{i+1},\dots ,g_{n})}
вновь принадлежат {\displaystyle N}. Может использоваться обозначение {\displaystyle N\triangleleft {\mathfrak {G}}} по аналогии с обозначениями нормальной подгруппы и идеала кольца. Мультиоператорная группа называется простой, если у неё существует только два идеала — сама группа и нулевая подгруппа.
Коммутатор элементов {\displaystyle g_{1},g_{2}} мультиоператорной группы {\displaystyle {\mathfrak {G}}=\langle G,+,-,0,\Sigma \rangle } определяется как элемент {\displaystyle -g_{1}-g_{2}+g_{1}+g_{2}}, обозначается {\displaystyle [g_{1},g_{2}]}.
Коммутант мультиоператорной группы — идеал, порождённый всеми коммутаторами {\displaystyle [g,h]} и элементами вида:
{\displaystyle -\sigma (g_{1},\dots ,g_{n})-\sigma (h_{1},\dots ,h_{n})+\sigma (g_{1}+h_{1},\dots ,g_{n}+h_{n})}
для всякой {\displaystyle n}-арной операции {\displaystyle \sigma \in \Sigma } из дополнительной сигнатуры мультиоператорной группы.

## Свойства идеала
Для групп идеал мультиоператорной группы совпадает с понятием нормальной подгруппы, а для колец и структур на их основе — с понятием двустороннего идеала.
Всякий идеал мультиоператорной группы является её подсистемой. Пересечение любой системы идеалов {\displaystyle \{N_{i}\mid i\in I\}} мультиоператорной группы {\displaystyle {\mathfrak {G}}=\langle G,+,-,0,\Sigma \rangle } вновь является её идеалом, притом этот идеал {\displaystyle N=\bigcap N_{i}} совпадает с подгруппой группы {\displaystyle \langle G,+,-,0\rangle }, порождённой этими идеалами.
Основное свойство идеала — всякая конгруэнция на мультиоператорной группе описывается разложениями на смежные классы по некоторому идеалу, иными словами, о факторсистеме мультиоператорной группы (мультиоператорной факторгруппе) можно говорить как о конструкции, производящей новую мультиоператорную группу по её идеалу.

## Специальные классы мультиоператорных групп
Мультиоператрное кольцо — мультиоператорная группа {\displaystyle {\mathfrak {G}}=\langle G,+,-,0,\Sigma \rangle }, аддитивная группа которой абелева и каждая {\displaystyle n}-арная операция {\displaystyle \sigma \in \Sigma } дистрибутивна относительно группового сложения:
{\displaystyle \sigma (g_{1},\dots ,g_{i}+h_{i},\dots ,g_{n})=\sigma (g_{1},\dots ,g_{i},\dots ,g_{n})+\sigma (g_{1},\dots ,h_{i},\dots ,g_{n})}
для любых {\displaystyle g_{i},h_{i}\in G}.
Мультиоператорная алгебра — мультиоператорное кольцо, все унарные операции дополнительной сигнатуры {\displaystyle \Sigma } которой образуют поле {\displaystyle \Sigma _{1}}, притом структура является векторным пространством над этим полем и для всех {\displaystyle \lambda \in \Sigma _{1}}, всех {\displaystyle n}-арных операций арности больше единицы {\displaystyle \sigma \in \Sigma \setminus \Sigma _{1}} и произвольных элементов {\displaystyle g_{i}\in G} выполнено:
{\displaystyle \lambda \sigma (g_{1},\dots ,g_{i},\dots ,g_{n})=\sigma (\lambda g_{1},\dots ,g_{i},\dots ,g_{n})=\sigma (g_{1},\dots ,\lambda g_{i},\dots ,g_{n})=\sigma (g_{1},\dots ,g_{i},\dots ,\lambda g_{n})}.
Как и другие мультиоператорные структуры, в тексте часто идентифицируется дополнительной сигнатурой: мультиоператорная {\displaystyle \Sigma }-алгебра (в данном случае и для избежания неоднозначности между алгеброй над кольцом, специальным обобщением которой является, и алгеброй в универсальном смысле).
Идеалами мультиоператорных колец и алгебр являются подгруппы {\displaystyle N\triangleleft G}, в которых наличие элемента {\displaystyle g_{i}\in N} влечёт содержание в них также всех элементов вида {\displaystyle \sigma (g_{1},\dots ,g_{i},\dots ,g_{n})\in N}.